# Альфая (футболіст)
Нельсон Морейра де Лемуш Альфая (порт. Nélson Moreira de Lemos Alfaia; нар. 9 листопада 1966, Ділі, Португальський Тимор) — португальський футболіст, захисник.

## Життєпис
Вихованець клубу «Ештрела Порталегре», у футболці якого дебютував 1985 року в дорослому футболі. Потім виступав за «Кампомайонерсі», «Порталегренсі» та «О Елваш». У 1990 році перейшов до «Академіки», а наступного року перейшов у «Ріу Аве». У 1992 році повернувся до «О Елваш». У 1993 році підсилив «Леча». З 1995 по 1998 рік разом з командою виступав у Прімейра-Ліги. В еліті португальського футболу дебютував 27 серпня 1995 року в нічийному (2:2) виїзному поєдинку 2-го туру проти «Шавеша». Нельсон вийшов на поле в стартовому складі, на 16-ій хвилині отримав жовту картку, а на 81-ій хвилині його замінив Мігель Барруш. Першим голом в Прімейра-Лізі 15 вересня 1996 року на 15-ій хвилині переможного (3:1) домашнього поєдинку 3-го туру проти «Салгейруша». Альфая вийшов на поле в стартовому складі та відіграв увесь матч. В еліті португальського футболу зіграв 48 матчів та відзначився 4-ма голами. Футбольну кар'єру завершив 2002 року в «О Елваш».